# Long Weekend (2008)
Long Weekend ist ein australischer Horrorfilm aus dem Jahr 2008. Er ist eine Neuverfilmung des gleichnamigen Films Long Weekend aus dem Jahr 1978.
Der Film beschreibt den Versuch eines Paares während eines Wochenendurlaubs in der Natur ihre kriselnde Beziehung wieder zu beleben. Von Anfang an nehmen sie wenig Rücksicht auf ihre Umwelt, wofür sich die Natur später rächt.

## Handlung
Peter und Carla sind ein erfolgreiches Paar, das Probleme in seiner Ehe hat. Um die Ehe zu retten, wollen die beiden ein Wochenende campend am Meer verbringen. Peter besorgt dazu eine 10.000 $ teure Ausrüstung und sie fahren los. Schon auf dem Hinweg gehen sie wenig achtsam mit der Umwelt um und entsorgen ihren Abfall einfach durch das Autofenster und überfahren Krabben und ein Känguru. Schon als sie ankommen, lästert Carla über die Umgebung. Sie hätte viel lieber ein teures Hotel genommen und sorgt sich in der folgenden Zeit hauptsächlich um ihre Maniküre. Nachdem das Zelt aufgebaut ist, werden sofort die ersten Ameisen mit Insektenspray getötet und Bierflaschen in die Gegend geworfen. Peter geht dann zum Surfen aufs Wasser, während Carla sich immer mehr langweilt. Später wird von Carla ein Adlerei an den Baum geworfen und Peter fällt einen Baum, um zu beweisen, dass er ein echter Mann ist.
Als Carla im Wasser einen schwarzen Schatten entdeckt, schießt Peter darauf. Im weiteren Verlauf stellt sich heraus, dass es eine Seekuh war, die immer weiter lebt, als ob sie unsterblich wäre. Die ganze Atmosphäre wird immer unheimlicher. Peter entdeckt auf der Suche nach weiteren Campern am Strand ein verlassenes und verwüstetes Camp, ein teilweise in der Lagune versunkenes Autowrack mit weiblicher Leiche. Auch das Verhältnis zwischen den Ehepartnern verschlechtert sich bis hin zu offener Gewalt. Außerdem verfällt Peter immer mehr und mehr dem Wahnsinn. Carla versucht im Auto zu flüchten, findet aber nicht aus dem Labyrinth heraus, Flucht ist unmöglich, weil das Navigationsgerät keine Wege anzeigt. Als Peter nach einer unruhigen Nacht am nächsten Morgen am Zeltplatz aufwacht, liegt die tote Seekuh direkt vor ihm. Panisch flüchtet er und findet unweit den verlassenen Geländewagen und daneben die tote Carla, die durch eine Harpune starb. Peter rennt panisch weiter, findet schließlich zurück auf die Straße und wird von einem Truck überrollt, dessen Fahrer von einem Käuzchen abgelenkt war, das in die Fahrerkabine hineinflattert.

## Aufführungen
Die Uraufführung war am 9. Oktober 2008 auf dem Sitges Festival Internacional de Cinema Fantàstic de Catalunya. In Frankreich wurde der Film am 30. Januar 2009 auf dem Gérardmer Film Festival, in Deutschland am 8. März 2009 auf dem Fantasy Filmfest, in Großbritannien im Juni 2009 auf dem Edinburgh International Film Festival und in Portugal am 3. September 2009 auf dem MOTELx - Festival Internacional de Cinema de Terror de Lisboa gezeigt. Die Erstveröffentlichung auf DVD war am 24. Juli 2009 in Deutschland.

## Hintergrund
Der Film wurde an Originalschauplätzen in Australien gedreht. Der Produzent Richard Brennan und Schauspielerin Briony Behets aus der Filmcrew von 1978 waren als Berater engagiert und werden im Abspann genannt. Das im Film zu sehende Pub "The Eggleston Hotel" erhielt seinen Namen nach Colin Eggleston, dem Regisseur des Films aus dem Jahr 1978, für den sich auch eine Widmung am Ende des Films befindet.

## Kritik
Der Film wurde von den meisten Kritikern schlicht ignoriert. Vom Publikum erhielt er unterdurchschnittliche Bewertungen. Konkret bekam er bei Rotten Tomatoes 0 % positive Beurteilungen von Kritikern und gerade 15 % positive von den Bewertern im Portal.